# Melanochromis simulans
Melanochromis simulans är en fiskart som beskrevs av Eccles, 1973. Melanochromis simulans ingår i släktet Melanochromis och familjen Cichlidae. IUCN kategoriserar arten globalt som livskraftig. Inga underarter finns listade i Catalogue of Life.